# Vliering

Schematische doorsnede gebouw, boven de zolder een vliering

Een vliering of bovenzolder is het bovenste gedeelte van een zolder. De naam vliering komt van fliering wat een horizontaal draaghout is, onder de daksporen, in de lengterichting van het dak, ergens tussen de kapvoet en de nok, meestal halverwege aangebracht.
Op een vliering worden vaak spullen opgeslagen voor later gebruik. Op zolder is er een trap die naar het luik gaat dat toegang biedt tot de vliering. De trap naar de vliering kan een vaste trap zijn, maar ook een vlizotrap (uittrekbare trap).
kruipruimte · kelder · souterrain · parterre · bel-etage · tussenvloer · vide · zolder · vliering